# Donna Vardy
Donna Vardy (* 16. April 1971 in Mansfield) ist eine ehemalige englische Squashspielerin.

## Karriere
Donna Vardy war in den 1980er- und 1990er-Jahren auf der WSA World Tour aktiv. In der Weltrangliste erreichte sie mit Rang 20 im August 1987 ihre beste Platzierung. Ihre größten Erfolge feierte sie bei den Junioren: 1987 wurde sie zunächst Vizeweltmeisterin im Einzel hinter Sarah Fitz-Gerald und gewann den Titel mit der Mannschaft. Den Mannschaftserfolg wiederholte sie 1989 und zog auch im Einzel wieder ins Finale ein. Dort besiegte sie Lynora Hati in drei Sätzen.
Sie stand 1989 im Hauptfeld der Weltmeisterschaft der Profis, wo sie in der zweiten Runde Sarah Fitz-Gerald unterlag. Bei den British Open war das Erreichen des Achtelfinals 1995 das beste Abschneiden.  Mit der englischen Nationalmannschaft wurde sie 1990 Europameisterin. 1999 beendete sie ihre Karriere.

## Erfolge
- Europameisterin mit der Mannschaft: 1990